# Jerry's Subs & Pizza
A Jerry's Subs & Pizza é uma cadeia americana de restaurantes de sanduíches e pizzas de fast casual com sede em Maryland; ela tem 3 locais abertos em julho de 2024.

## História
A Jerry's foi fundada em 1954 nos arredores de Washington, D.C., em Wheaton, Maryland, em 1964. A Jerry's está sediada em Gaithersburg, Maryland.
O Jerry's abriu seu primeiro conceito de bar esportivo em Hagerstown, Maryland, em abril de 2017, mas o local fechou em 3 de julho de 2019.

## Reconhecimento
A Jerry's foi listada como a cadeia de restaurantes mais notável de Maryland pela Thrillist em 2013. A cadeia foi listada entre as 100 principais empresas de pizza pela Pizza Today Magazine de 2015–2018 e foi premiada como a maior cadeia de restaurantes de propriedade local e a principal cadeia de restaurantes em 2013–2015 pelo Washington Business Journal.